# Левинские Пески
Ле́винские Пески (также Левенский Песок) — посёлок в Таймырском Долгано-Ненецком районе Красноярского края России. Входит в состав городского поселения город Дудинка.

## География
Посёлок расположен в 20 км от города Дудинки, на левом берегу Енисея.

## История

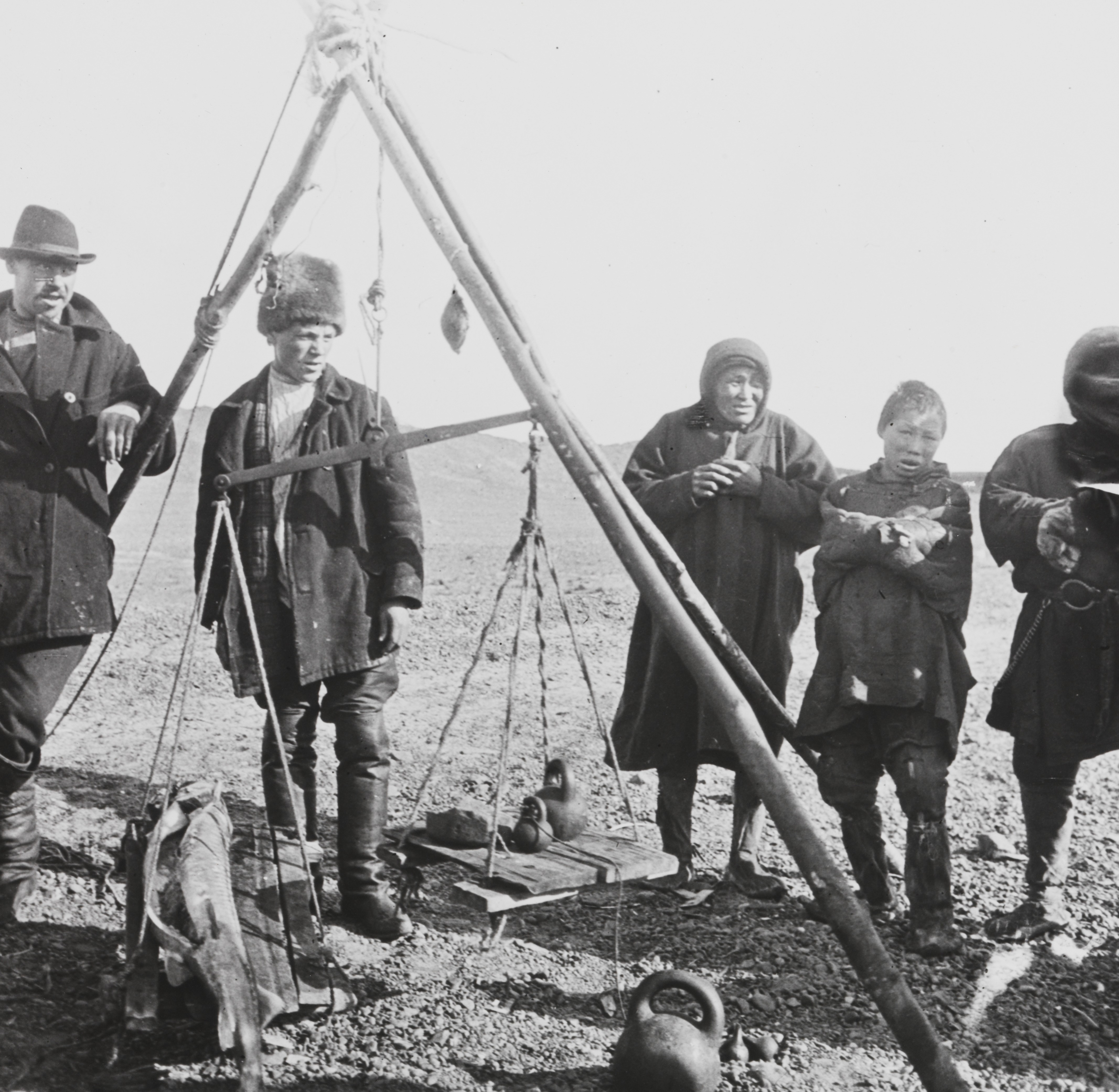
Торговля рыбой на Левинских песках в 1913 году

Первые упоминания о стане Левинские Пески относятся к началу XX века. Тогда посёлок располагался в 15 км от Дудинки на правом берегу Енисея. В 1939 году поселение было перенесено на нынешнее место. Левинские Пески стали[когда?] хозяйственным центром колхоза «Красный Дудинец». Основным направлением деятельности предприятия стало оленеводство, рыболовство, охота.
В 1942 году в посёлок был направлен спецконтингент — 200 семей депортированных немцев, латышей, калмыков. Местных же колхозников в тот момент насчитывалось 236 человек. Несмотря на тяжёлые военные годы посёлок быстро рос и благоустраивался — к 1944 году здесь появились более 50 жилых домов, а также начальная школа, клуб на 150 мест, пекарня, магазин, кузница, баня.

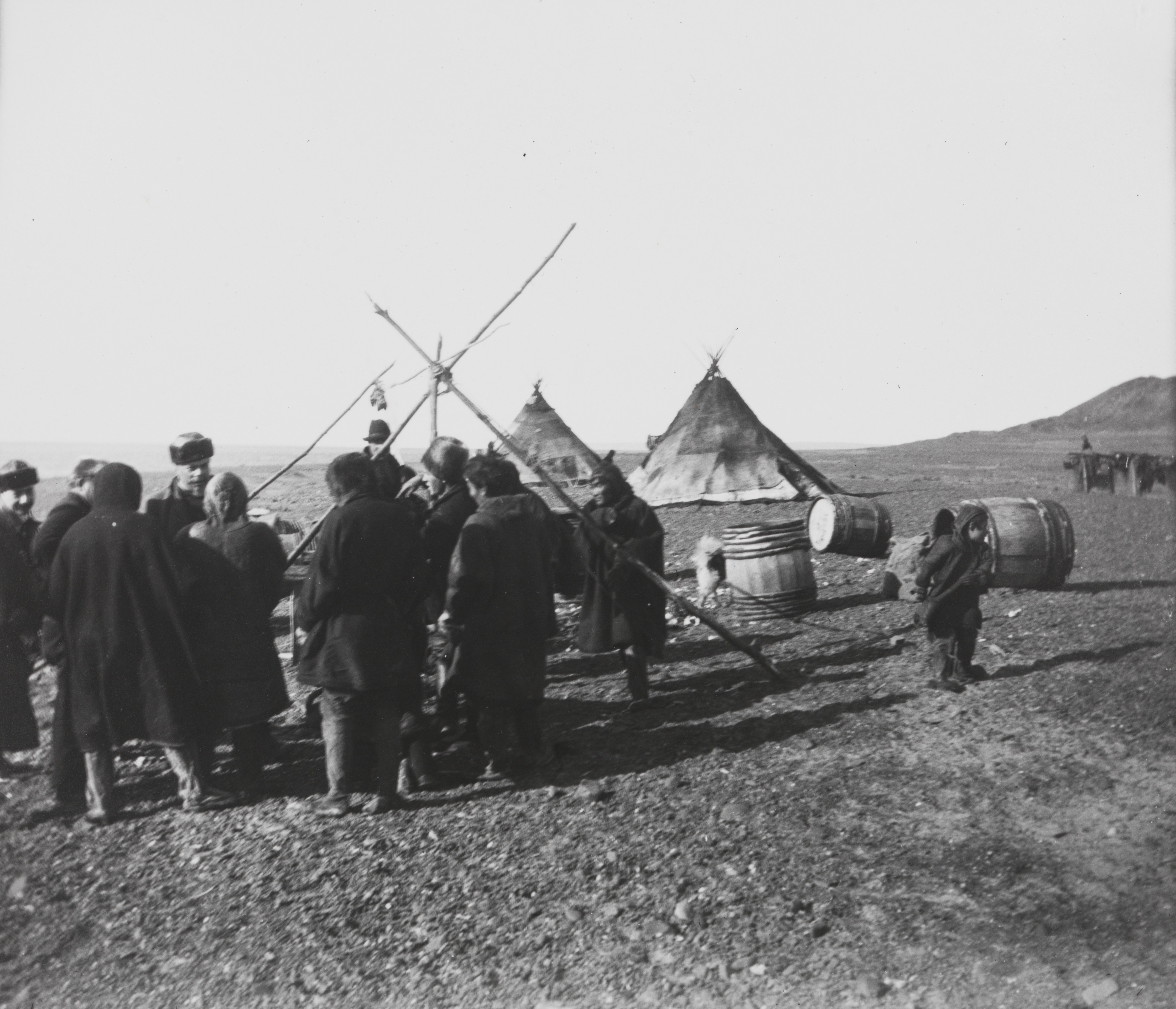
Левенский песок в 1913 году

В послевоенные годы в посёлке открылись: молочная ферма, ферма по разведению серебристо-черных лисиц, также получило развитие птицеводство и растениеводство — выращивались картофель, капуста, свекла, овёс, турнепс, брюква, табак. Для местных нужд стал осуществляться обжиг кирпича. В январе 1953 года произошло объединение колхоза «Красный Дудинец» и колхоза им. Куйбышева, центральная усадьба которого находилась в Ананьевске в одну сельскохозяйственную артель имени Маленкова, часть населения при этом была переселена из Ананьевска в Левинские Пески. 1 сентября 1957 года колхоз имени Маленкова был переименован в колхоз имени Карла Маркса. В 1955 году в Левинских Песках была открыта школа-семилетка, в 1962 году — детский сад.
В 1960-е годы в Левинские Пески было переселена бо́льшая часть населения из колхоза им. Калинина (посёлок Курья), где издавна жители занимались рыбным и пушным промыслом. В июле 1965 года колхоз имени Карла Маркса переименовывается в колхоз «Енисей», который спустя ещё несколько лет преобразовывается в одноимённый совхоз.
В 1999 году посёлок был подвергнут наводнению весенним паводком, от которого получил серьёзный ущерб, в частности, был уничтожен весь библиотечный фонд.

## Население
| 2010 | 2018 |
| ---- | ---- |
| 116  | ↘101 |

## Современное состояние
В Левинских Песках имеется 15 жилых домов, в посёлке работают: детский сад (15 человек), ФАП, магазин «Надежда», почта, сельский Дом культуры, библиотека. Электроснабжение осуществляется от местной ДЭС.

### Транспорт
Несмотря на относительную близость к районному центру серьёзной проблемой для поселения является транспортная доступность. Если в советское время по Енисею осуществлялся ежедневный рейс пассажирского катера, то на 2016 год общественный водный транспорт более не действует, добраться по воде до Левинских Песков возможно только на частных лодках, в зимнее время ввиду отсутствия дорог — на вездеходах и снегоходах. Как следствие — высокие цены в местном магазине из-за больших транспортных расходов.